# الثلثين (تعز)
الثلثين هي إحدى قرى الجمهورية اليمنية. وهي تتبع جغرافيًا لمحافظة تعز. وإداريًا لمديرية شرعب السلام. يبلغ تعداد سكانها 4616 نسمة حسب الإحصاء الذي جرى عام 2004.